# Inga ruiziana
Inga ruiziana ist eine Baumart aus der Unterfamilie der Mimosengewächse (Mimosoideae). Sie ist in Mittel- und Südamerika beheimatet.

## Beschreibung
Inga ruiziana ist ein bis zu 30 Meter hoher Baum mit rötlich-brauner Rinde und dicht flaumig rostrot behaarten, stark korkwarzigen Zweigen. Die oberseitig kahlen und unterseits feinflaumig behaarten Blätter sind vier- bis fünffach paarig gefiedert, die Blättchen breit verkehrt-lanzettlich bis länglich-rund oder elliptisch. Das äußerste Blättchenpaar ist 15 bis 25 Zentimeter lang und 5,5 bis 9 Zentimeter breit, das innerste 4,5 bis 18 Zentimeter lang und 2,2 bis 6,5 Zentimeter breit.
Der rostrot flaumig behaarte Blattstiel ist im Querschnitt zylindrisch, die rostrot flaumig behaarte Blattrhachis ist 13 bis 20 Zentimeter lang und im Querschnitt zylindrisch, die Drüsen sind schalenförmig. Die Nebenblätter sind 4 bis 8 Millimeter lang, fein flaumig behaart und hinfällig.
Die Blütenstände entspringen den Achseln unausgebildeter Blätter und stehen meist in Gruppen aus ein bis vier dichten Ähren. Der Schaft ist 0,4 bis 5 Zentimeter lang und dicht rostrot feinflaumig behaart, die Rhachis 0,5 bis 1,5 Zentimeter lang. Die Blüten sind cremefarben- bis grünlich-weiß, die Staubblätter weiß. Die Früchte sind 7 bis 22 Zentimeter lang und 2,3 bis 3,5 4 Zentimeter breit und kahl.

## Verbreitung
Inga ruiziana ist heimisch von Nicaragua über Ecuador bis nach Bolivien und Peru.

## Systematik und Botanische Geschichte
Die Art wurde 1832 von George Don erstbeschrieben.

## Nachweise
- Anton Weber, Werner Huber, Anton Weissenhofer, Nelson Zamora, Georg Zimmermann: An Introductory Field Guide To The Flowering Plants Of The Golfo Dulce Rain Forests Costa Rica. In: Stapfia. Band 78, Linz 2001, S. 282, ISSN 0252-192X / ISBN 3854740727, zobodat.at [PDF]